# Marie Ferré
Pour les articles homonymes, voir Ferré.
Marie Ferré, née le 30 avril 1845 à Paris, et morte le 24 février 1882 à Paris 9e, est une couturière et militante républicaine française, active lors de la Commune de Paris en 1871 et dans les premières années de la Troisième République.

## Biographie

### Famille
Son père, cocher, est Laurent Ferré et sa mère est Marie Rivière,. Marie Ferré a un frère aîné, Hippolyte, tapissier à Levallois et un frère cadet, Théophile Ferré, journaliste et militant blanquiste.

### Militantisme

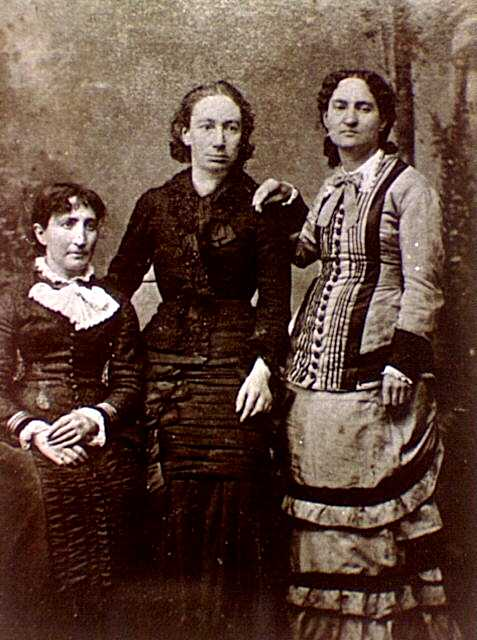
Marie Ferré (vers 1844-1882), Louise Michel (1830-1905) et Paule Mink (1839-1901).

Lorsque Paris est repris par les Versaillais à l'issue de la semaine sanglante en mai 1871, la police interroge Marie Ferré, malade, et sa mère car ils sont à la recherche de Théophile Ferré. Afin d'obtenir son adresse, ils emmènent Marie Ferré en prison tandis que sa mère leur donne l'adresse de son fils et fait un malaise psychiatrique. Marie Ferré reste emprisonnée une semaine tandis que sa mère est internée à l’hôpital psychiatrique Saint-Anne à la suite de cet interrogatoire. Elle y meurt quelques semaines plus tard. Son frère Hippolyte s’échappe en Suisse et Théophile est exécuté le 28 novembre 1871.
On lui connait une forte amitié avec Louise Michel avec laquelle elle partage des liens familiaux,,. Les deux femmes s’écrivent lorsque cette dernière est condamnée à l'exil en Nouvelle-Calédonie. Marie Ferré s'occupe de la mère de Louise Michel lors de son exil.
Au retour du bagne, Louise Michel arrive, depuis Londres, à Dieppe en 1880 et Ferré l'y accueille,. Elles arrivent ensemble le 9 novembre à la gare Saint Lazare. « Soutenue par deux amies, la citoyenne Cadolle et la citoyenne Ferré, Louise Michel marche, en proie à une émotion violente » écrit le journaliste du Figaro observant cet accueil. Marie Ferré et Louise Michel manifestent pour célébrer l’anniversaire de la mort d'Auguste Blanqui. Ferré devient malade peu de temps après.
Elle meurt jeune, épuisée, à l'âge de 36 ans chez Camille Bias, une écrivaine et militante blanquiste,. Louise Michel et Émile Gautier prononcent un discours à son enterrement civil au cimetière de Levallois tandis que de nombreuses personnalités sont présentes tels Hubertine Auclert, Henri Rochefort, Clovis Hughes ou Herminie Cadolle.
« La vie de Marie Ferré ne fut qu’abnégation et dévouement à la cause pour laquelle son frère mourut », affirme Louise Michel dans ses Mémoires qu'elle lui dédicace. Dans une tribune publique dans Le Droit Social, les femmes révolutionnaires lyonnaises rendent hommage à cette « révolutionnaire énergique ».